# Denkendorftunnel

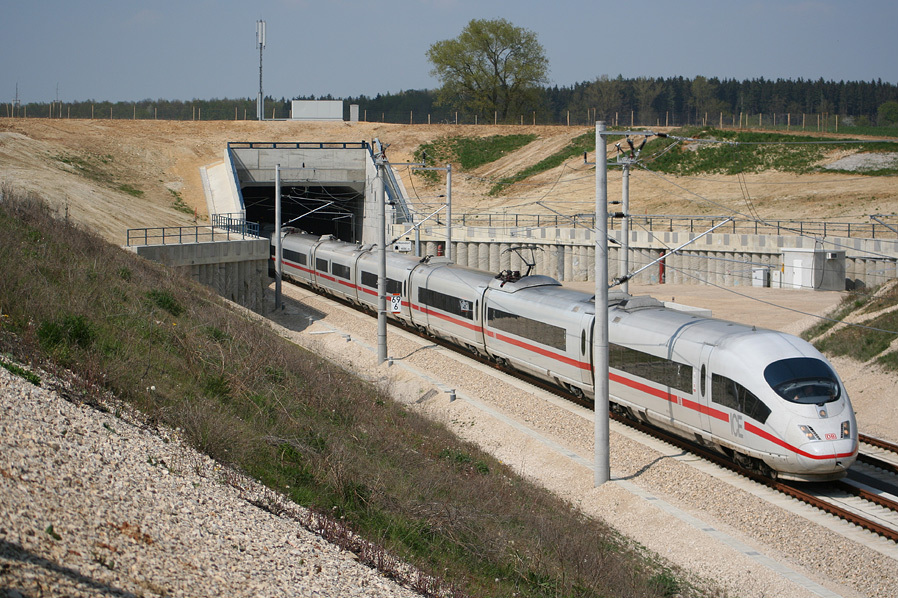
Ein ICE 3 verlässt das Südportal des Tunnels.

Der Denkendorftunnel (auch Tunnel Denkendorf) ist ein Eisenbahntunnel der Schnellfahrstrecke Nürnberg–Ingolstadt. Er unterquert dabei unter anderem das Gewerbegebiet der oberbayerischen Ortschaft Denkendorf und trägt daher ihren Namen. Der einröhrige Tunnel verläuft östlich parallel zur Bundesautobahn 9. Er nimmt zwei Gleise in Fester Fahrbahn auf, die planmäßig mit 300 km/h befahren werden können.
Das Bauwerk wurde mit einer Länge von rund 670 m geplant (Strecken-km 67,575 bis 68,245). Unvorhersehbare Probleme während der Bauphase machten eine aufwendige Verlängerung auf 1925 m (Strecken-km 67,575 bis 69,500) erforderlich. Aufgrund der in den tertiären Tonen festgestellten flach einfallenden Trennflächen, die erst im Zuge des Aushubs des Einschnittes im Bereich Denkendorf zuverlässig und flächendeckend erkannt werden konnten und der komplexen Grundwassersituation werden nicht nur eine Neuplanung der Einschnitte, sondern auch des Tunnels Denkendorf erforderlich. Ein umfassendes Drainagesystem leitet Grundwasser heute um das Bauwerk herum.

## Verlauf
Richtung Süden fällt die Gradiente geringfügig ab. Die Trasse verläuft in dieser Richtung in einer durchgehenden Rechtskurve.

## Geschichte

### Planung
Mitte 1989 war ein 400 m langer Tunnel zur Untertunnelung bebauter Flächen im Denkendorfer Gewerbegebiet geplant. Nicht bebaute Bereiche sollten oberirdisch durchquert werden.
Mitte 1990 war im Bereich von Denkendorf kein Tunnel vorgesehen.
Mitte 1994 lag die geplante Länge bei 670 m.

### Bau

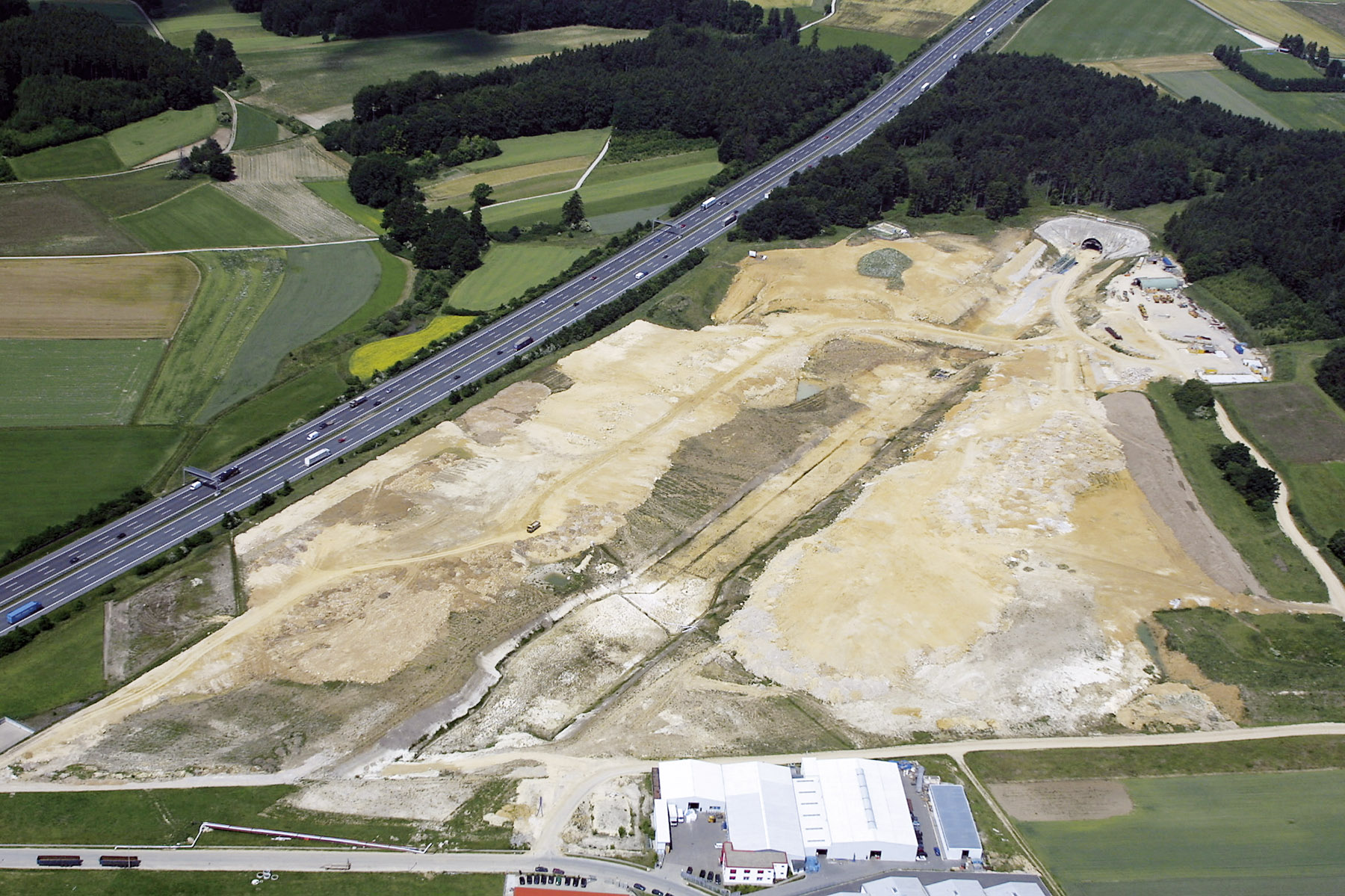
Erdbauarbeiten im nördlichen Bereich des Denkendorftunnels. Im Norden ist das Südportal des Irlahülltunnels zu erkennen, im Süden Ausläufer des Gewerbegebiets Denkendorf (2001)

Die Planung sah die Errichtung eines rund 670 m langen Rechtecktunnels aus 54 Rahmenelementen in offener Bauweise vor.
Aufgrund von nicht vorgesehenen Trennflächen in tertiären Tonen und veränderten hydrologischen Bedingungen konnte die Röhre nicht im geplanten Verfahren errichtet werden (so genannter Berliner Vorbau). Stattdessen wurde eine bis zu 21,5 m tiefe Baugrube, die durch eine aufgelöste Bohrpfahlwand mit einer Spritzbetonausfachung gesichert wurde, hergestellt. Die Bohrpfahlwand wurde mehrfach verankert und abschnittsweise mit Stahlbetonträgern (bis zu 35 m lang) ausgesteift. Die Herstellung der druckwasserdichten Rahmenelemente begann Mitte September 2002 und konnte im September 2003 abgeschlossen werden.  Während der Bauphase mussten die Anschlussstelle Denkendorf und weitere Straßen zeitweilig verlegt werden.
Der Tunnel gehörte zum Baulos Süd der ICE Neubaustrecke Nürnberg – Ingolstadt und war nach dem Planungsstand von 1999 Teil des Planfeststellungsabschnittes 61. Mit der Ausführungsplanung und dem Bau dieser 17,6 km langen Teilstrecke war eine Arbeitsgemeinschaft bestehend aus August Reiners Bauunternehmung GmbH, Berger Bau GmbH, Schälerbau Berlin GmbH und Heinrich Klostermann GmbH & Co KG beauftragt.

### Verlängerung des Tunnels
Unmittelbar südlich der Tunnelbaustelle schloss sich ein rund 1500 m langer Streckenabschnitt an, in dem die Strecke in einem bis zu 18 m tiefen Einschnitt verlaufen sollte. Die Bauarbeiten dazu begannen im Jahr 1999. Dabei kam es immer wieder zu kleineren Erdrutschen, die jedoch kontrolliert saniert werden konnten.
Im Winter 2000 brach die Böschung in diesem Abschnitt auf einer Länge von etwa 80 m ein. In der Folge wurde der Aushub umgehend eingestellt und um zwei bis drei Meter wieder aufgefüllt. Aufgrund der Nähe zur A 9 war ein weiteres Abflachen des bis zu 18 m tiefen Grabens nicht mehr möglich.
Dadurch wurde eine umfassende Umplanung mit der Errichtung eines zusätzlichen Tunnelbauwerks von rund 1250 m Länge (101 Blöcke) notwendig. Dieser wurde als Tunnel E2 bezeichnet und schließt sich lückenlos an den geplanten Tunnel südlich an.
Zu seiner Errichtung wurden beiderseits Bohrpfahlwände mit einer Tiefe von 12 bzw. 17,5 m eingebracht. Das dazwischen liegende Erdreich wurde anschließend in zwei Schritten abgetragen. Insgesamt waren Pfahlbohrungen in einer Gesamtlänge von 35,5 km bei einem Durchmesser von je rund 120 cm erforderlich, zusätzlich etwa 6.500 t Stahl zur Bewehrung. Für die Errichtung des 1,45 m dicken Deckels wurden rund 85.000 m³ Ortbeton sowie rund 13.100 t Bewehrungsstahl aufgewandt. Die Sohlplatte weist eine Dicke von 1,61 m auf, die Innenwände von 80 cm. Der Rohbau des Tunnels konnte im Oktober 2004 abgeschlossen werden.
Den schwierigen Grundwasserverhältnissen war beim Bau besondere Rechnung zu tragen. So kam durchweg druckwasserdichter WU-Beton zum Einsatz und das Verformungsverhalten wurde während der Bauphase umfassend überwacht. Zusätzlich wurden, im Abstand von etwa 25 Metern, entlang der Baugrube mehr als 100 Absenkbrunnen errichtet, um das umliegende Grundwasser um das Bauwerk herumzuleiten. Diese Brunnen bestehen zum Teil bis heute und sind Teil eines Drainagesystems zur Umleitung des Grundwassers unterhalb der Tunnelsohle. Zwischen Pfahlwänden und Tunnelwand verlaufen Drainagematten zur Ableitung eindringenden Wassers in dieses System. Während der Bauphase waren im Tunnel längs zur Trasse im Abstand von rund 125 Metern wasserdichte Schotten errichtet worden.

## Sicherheitskonzept

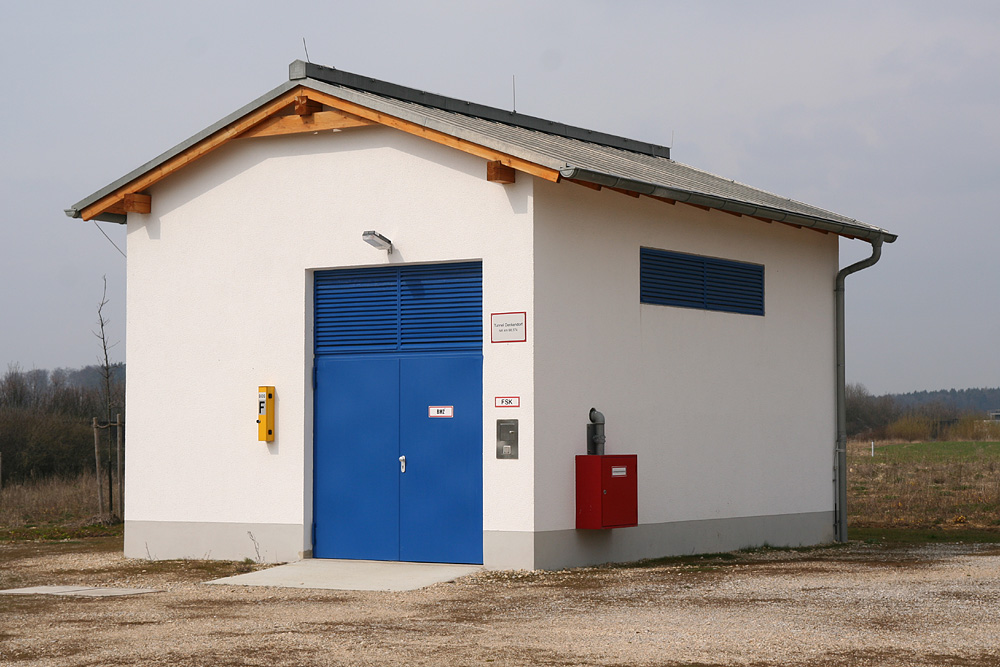
Der Notausgang des Denkendorftunnels an der Erdoberfläche

Bei Streckenkilometer 68,574 führt ein Notausgang aus dem Fahrtunnel über eine Wendeltreppe ins Freie
(bei 48° 55′ 39″ N, 11° 27′ 58,8″ O).
Die Sicherheitsbeleuchtung ist im Normalfall ausgeschaltet.
Siehe auch: Sicherheitskonzept der Schnellfahrstrecke